# Барони Делвін

Герб графів Вестміт.

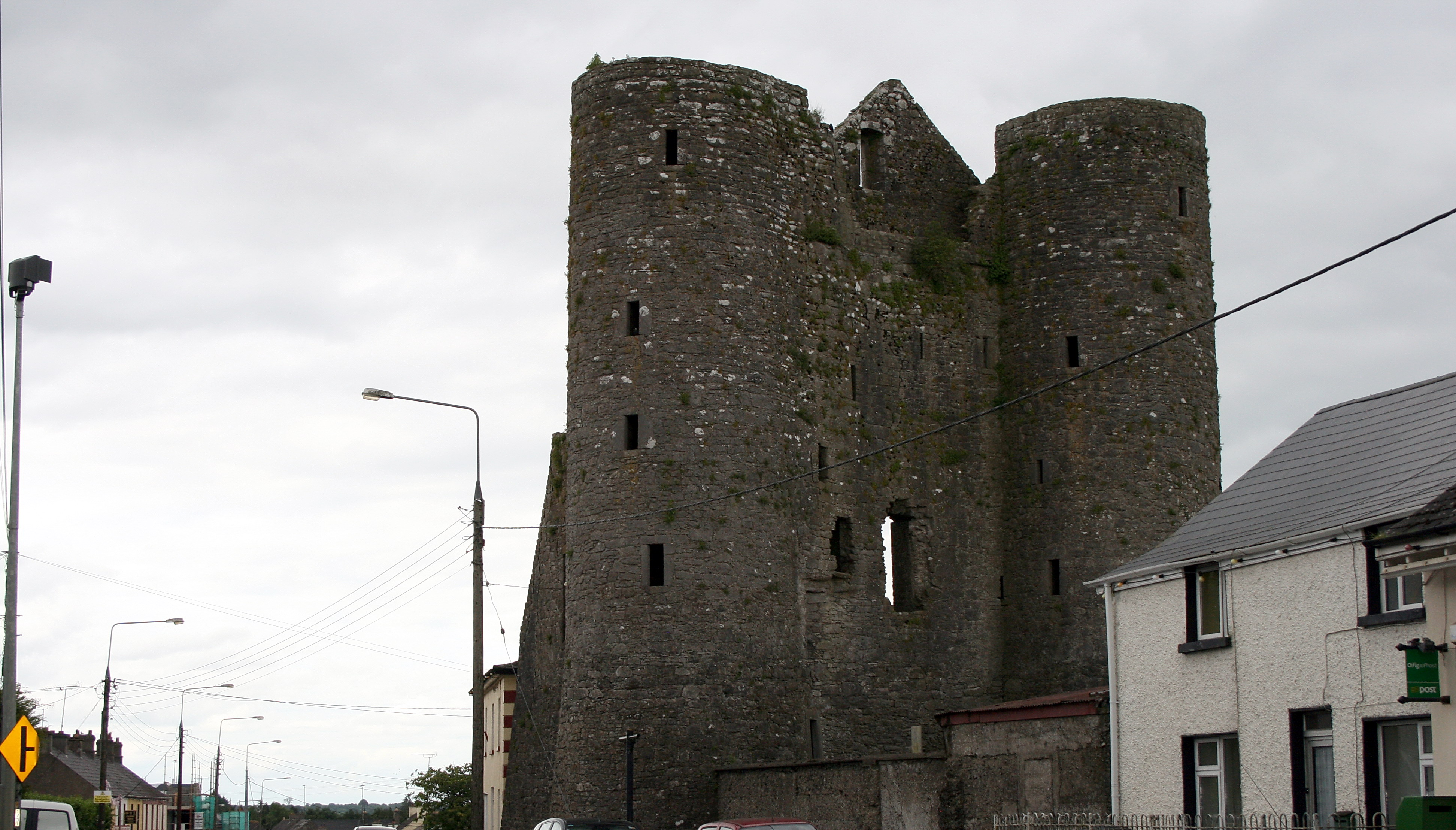
Замок Наджент.

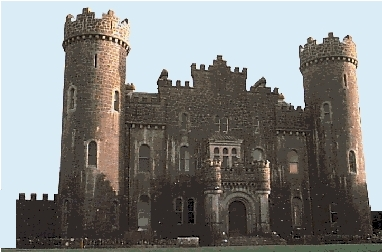
Замок Клонін (Делвін).

Графи Вестміт (англ. - Earl of Westmeath) – барони Делвін - аристократичний титул в Ірландії, титул одного з перів Ірландії. Вперше цей титул був створений в 1621 році для Річарда Наджента – барона Делвін. У часи панування Тюдорів в Англії та Ірландії лояльність родини Наджент щодо корони Англії була під питанням – Наджентів підозрювали в причетності до ірландських повстанців. Батько Річарда Наджента – VI барон Делвін помер у в’язниці в очікуванні суду – його звинуватили в «державній зраді». Річарда Наджента теж підозрювали в причетності до ірландських повстанців, хоча він був переконаним прихильником Корони Англії. За свою лояльність та вірність (коли вся Ірландія палала повстаннями) він був нагороджений високим шляхетним титулом. П’ятий граф Вестміт був генерал-майором британської армії. VI граф Вестміт був присяжним Таємної ради Ірландії в 1758 році. Річард Наджент – лорд Делвін, що мав успадкувати титул графа, був вбитий на дуелі. VII граф Вестміт був депутатом палати лордів парламенту як один із 28 представників Ірландії. Він потрапив в скандальну ситуацію щодо намірів вбити свою дружину та її коханця. VIII граф Вестміт отримав титул маркіза Вестміт в 1822 році. Титул маркіза Вестміт вимер в 1871 році.
Гасло: Decrevi – Я вирішив (лат.)

## Барони Делвін (1389 – 1486)
- Вільям Фітцрічард Наджент – І барон Делвін (пом. у 1414 році)
- Річард Наджент – ІІ барон Делвін (пом. у 1475 році)
- Крістофер Наджент – ІІІ барон Делвін (пом. у 1483 році)
- Річард Наджент – IV барон Делвін (пом. у 1537 році)
- Річард Наджент – V барон Делвін (1523 - 1559)
- Крістофер Наджент – VI барон Делвін (1544 - 1602)
- Річард Наджент – VII барон Делвін (1583 - 1642) – отримав титул І графа Вестміт.

## Графи Вестміт
- Річард Наджент – І граф Вестміт (1583 - 1642).
- Річард Наджент – ІІ граф Вестміт (1621 - 1684).
- Річард Наджент – ІІІ граф Вестміт (пом. у 1714 році).
- Томас Наджент – IV граф Вестміт (1669 - 1752).
- Джон Наджент – V граф Вестміт (1671 - 1754).
- Томас Наджент – VI граф Вестміт (1714 - 1792).
- Джордж Фредерік Наджент – VII граф Вестміт (1760 - 1814).
- Джордж Томас Джон Наджент – VIII граф Вестміт (1785 - 1871) – отримав титул маркіза Вестміт у 1822 році.

## Маркізи Вестміт
- Джордж Томас Джон Наджент – І маркіз Вестміт (1785 - 1871).

## Графи Вестміт
- Ентоні Френсіс Наджент – ІХ граф Вестміт (1805 – 1879)
- Вільям Сент-Джордж Наджент – Х граф Вестміт (1832 – 1883)
- Антоні Френсіс Наджент – ХІ граф Вестміт (1870 – 1933)
- Гілберт Чарльз Наджент – ХІІ граф Вестміт (1880 – 1971)
- Вільям Антоні Наджент – ХІІІ граф Вестміт (нар. У 1928 році)

Спадкоємець титулу – Шон Чарльз Вестон Наджент – лорд Делвін (нар. В 1965 році). Наступний спадкоємець титулу – його ясновельможність Патрік Марк Леонард Наджент (нар. У 1966 році).
Сер Крістофер Наджент – VI барон Делвін (1544 – 1602) – був не тільки аристократом, але і письменником. Він був старшим сином Річарда Наджента – V барона Делвін та Елізабет – дочки Дженіко Престон – ІІІ віконта Горманстон та вдови Томаса Нангла – барона Наван. Крістофер отримав після смерті свого батька 10 грудня 1559 року. Він був під опікою Томаса Раткліфа – ІІІ графа Сассекс. 12 травня 1563 року Крістофер став студентом Кембріджа, де він був представлений королеві Англії Єлизаветі І, коли вона відвідала університет в 1564 році. По досягненні повноліття Крістофер повернувся в Ірландію в 1565 році з листами королеви до лорд-протектора Ірландії сера Генрі Сідні, які надавали йому в оренду землі абатства Всіх Святих. Від королеви Крістофер отримав землі в графстві Оффалі та в графстві Леїш. Потім він отримав землі Корбетстаун та замок Баллікорбет, що в Оффалі – ці володіння були конфісковані в Гаррета Фіцджеральда. У 1565 році Крістофер відзначився у війні проти ірландських повстанців під проводом Шейна О’Ніла. У 1567 році він отримав у володіння землі абатства Інчмор та абатства Форре, що в графстві Вестміт. У 1574 році Крістофер Наджент відмовився приєднатись до повстання графа Десмонда, але Таємна рада не розглядала це як вірність короні Англії, і стверджувала, що у відмові приєднатись до повстанців Крістофер Наджент за їх словами «смакував схильність проти її величності, а не бажання служити королеві». У 1576 році Крістофер Наджент очолив делегацію зі скаргами на зловживання англійської влади в Ірландії. Королева сприйняла це як прояв непокори і кинула делегатів до тюрми, проте, через кілька тижнів були звільнені. Потім було досягнута домовленість між короною Англії та аристократами Пейлу – англійської колонії в Ірландії. У 1579 році Крістоферу Надженту було доручено організувати оборону від ірландських повстанців на чолі з Турлохом Лунехом О’Нілом. Але не дивлячись на це корона Англії ставилась до Крістофера Наджента з підозрою «за його вперту прихильність до Папства». Крістофер мав в Ірландії чимало ворогів серед англо-ірландських аристократів, зокрема вороже до нього ставились Діллони. Ніколас Наджент – дядько Крістофера – голова суду Ірландії був звинувачений у «державній зраді» і повішений. Молодший брат Вільям Наджент приєднався до повстанців, але потім склав зброю і був помилуваний. У 1582 році слідство щодо Крістофера проводив сер Волтер Мілдмей, але «не знайшов доказів його державної зради». У 1585 році Крістофер був в Англії, але потім повернувся до Ірландії. Почалися судові процеси з Діллонами щодо земельних володінь. До Крістофера ставились з підозрою щодо прихильності до повстанців і католиків. Але не дивлячись на це він був призначений керівником сил оборони Вестміту під час повстання ірландського ватажка Х’ю О’Ніла. 20 травня 1597 року він був призначений комісаром для розслідування зловживань уряду Англії в Ірландії. Але в 1600 році Крістофера заарештував лорд-депутат Маунтджой і ув’язнив його в Дублінському замку. Там він і помер в очікуванні суду 17 серпня 1602 року. Крістофер Наджент відомий як письменник та просвітитель. Відомими його творами є «Абетка ірландської мови» та «Роздуми про Реформацію в Ірландії».